# Афолаби, Абдулвахид
Абдулвахи́д Афола́би (англ. Abdulwaheed Afolabi; 8 декабря 1991, Кадуна, Нигерия) — нигерийский футболист, нападающий.

## Карьера

### Клубная
Воспитанник клуба «Нигер Торнадос», где играл до конца 2011 года. Зимой 2010/11 был на просмотре в нидерландском клубе «Вендам», принял участие в ряде контрольных встреч команды, однако в середине января вернулся на родину. Летом 2011 был на просмотре в клубе «Блэк Леопардс», и по данным ряда СМИ, заключил с этим клубом контракт. Однако в итоге клубы не смогли договориться, из-за чего переход в конце концов сорвался.
В начале 2012 года перешёл в «Таврию», взяв себе 99 номер. Абдулвахид провёл 4 матча в чемпионате Украины, а также забил 5 мячей в 8 поединках молодёжного первенства. В июле 2012 появилась информация о переходе Афолаби в донецкий «Металлург». Однако 3 августа 2012 года он официально стал игроком «Кубани», с которой заключил четырёхлетний контракт. 29 апреля 2013 года был официально отзаявлен. Всего провёл за «Кубань» 2 встречи в чемпионате России (в обоих случаях выйдя на замену на последних минутах поединков) и 4 матча в молодёжном первенстве.

### В сборной
Выступал за различные юношеские сборные Нигерии, ныне выступает за молодёжную сборную страны.